# 孫夏
孫 夏（そん か、? - 184年）は、中国後漢時代末期の武将。南陽黄巾党（黄巾賊）の指揮官の1人。

## 正史の事跡
| 姓名         | 孫夏                         |
| 時代         | 後漢時代                     |
| 生没年       | 生年不詳 - 184年（中平元年） |
| 字・別号     | 〔不詳〕                     |
| 出身地       | 〔不詳〕                     |
| 職官         | 〔黄巾党指揮官〕             |
| 爵位・号等   | -                            |
| 陣営・所属等 | 張角                         |
| 家族・一族   | 〔不詳〕                     |

中平元年（184年）、南陽黄巾党の張曼成配下として宛城に籠り、官軍の朱儁らと対峙した。張曼成が南陽太守の秦頡によって戦死し、その後を継いだ趙弘、韓忠が戦死すると孫夏が引き継いだが、孫夏も朱儁に敗れて戦死し、ついに南陽黄巾党は消滅した。

## 三国志演義
小説『三国志演義』では、彼がモデルと思われる「孫仲（そん ちゅう）」が登場する。同僚の韓忠、趙弘と共に宛城に立て篭もり、官軍の朱儁・劉備と戦っている。降伏を許されなかったため徹底抗戦するが、韓忠と趙弘が立て続けに戦死したことで逃げ出そうとしたところを劉備が放った矢を受けて戦死する。